# Kasteel van Couterne
Het Kasteel van Couterne (Frans: Château de Couterne) is een kasteel in de Franse gemeente Couterne. Het kasteel is een beschermd historisch monument sinds 1931.
Het kasteel werd gebouwd in 1542 door Jehan de Frotté  die kanselier was van Margaretha van Valois (1492-1549), echtgenote van Hendrik II van Navarra. Het kasteel werd uitgebreid in de 18e eeuw. Het kasteel is tot in de 21e eeuw in het bezit gebleven van de familie de Frotté.
Het kasteel is opgetrokken in graniet bekleed met bakstenen. Het ligt in een park van 20 ha met drie km aan lanen.